# Centrale de Dabhol
La centrale de Dabhol est une centrale thermique alimentée au gaz naturel située dans le Maharashtra en Inde.